# Izba rzemieślnicza

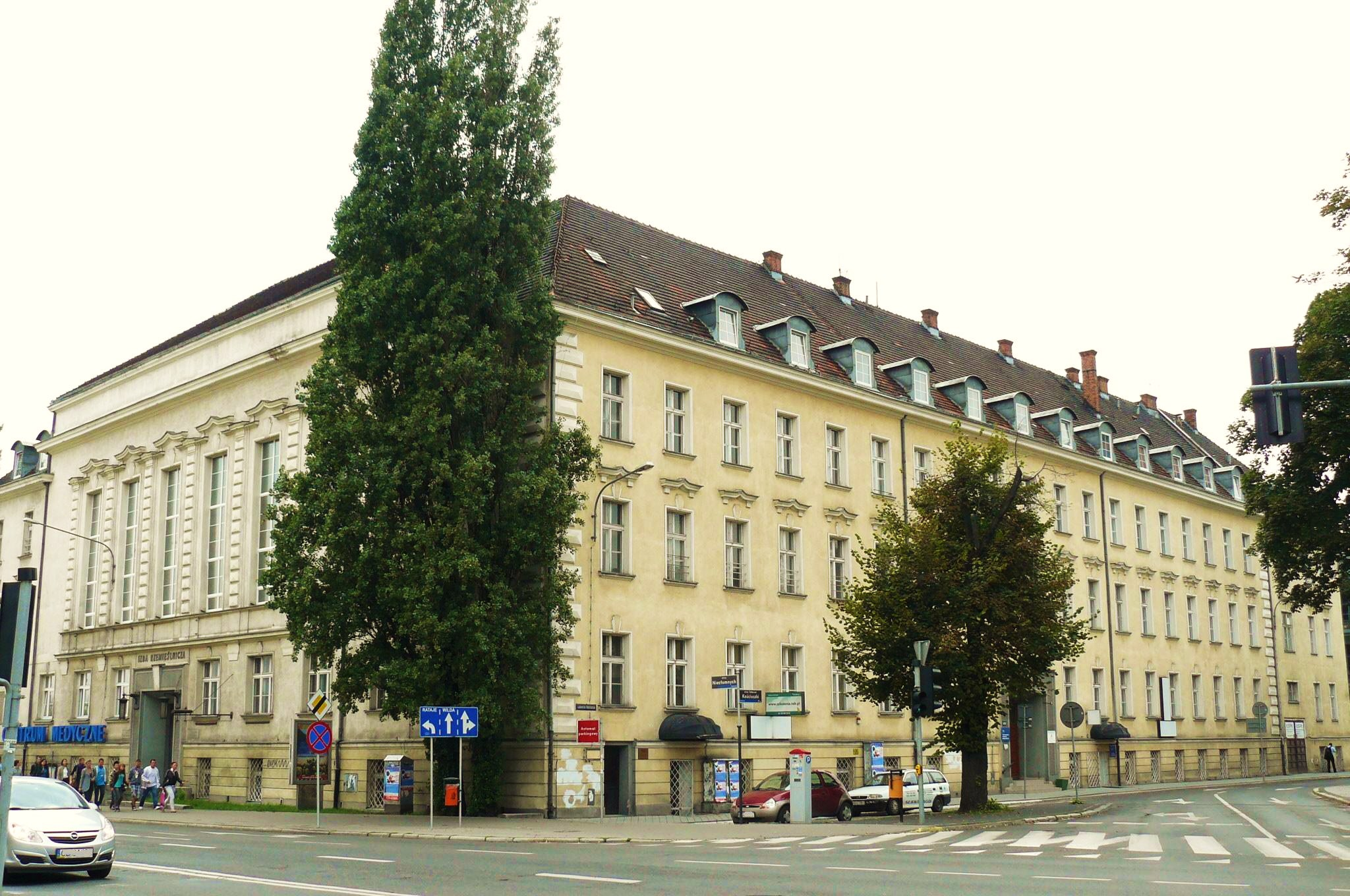
Izba Rzemieślnicza w Poznaniu

Izba rzemieślnicza – organizacja samorządu gospodarczego rzemiosła, zrzeszająca cechy rzemiosł, spółdzielnie rzemieślnicze z danego terytorium, a także rzemieślników nienależących do cechów oraz inne organizacje, jeżeli ich celem jest wspieranie rozwoju gospodarczego rzemiosła.
Podstawowe zadania izb to:
- pomoc w reprezentowaniu zrzeszonych organizacji i członków wobec organów władzy i administracji publicznej,
- udzielanie swym członkom pomocy instruktażowej i doradczej,
- przeprowadzanie egzaminów kwalifikacyjnych[1].

Szczegółowy zakres zadań izb rzemieślniczych określają ich statuty, są to np.:
- ochrona praw i reprezentowanie interesów rzemiosła wobec administracji publicznej oraz innych organizacji i instytucji w kraju i za granicą,
- uczestniczenie w realizacji zadań z zakresu edukacji w celu zapewnienia wykwalifikowanych kadr dla gospodarki,
- nadzór nad organizacją i przebiegiem przygotowania zawodowego w rzemiośle w celu podnoszenia poziomu szkolenia i przygotowania zawodowego młodocianych pracowników,
- promocja działalności gospodarczej i społeczno-zawodowej rzemiosła w kraju i za granicą,
- udzielanie pomocy zrzeszonym członkom w zakresie organizacyjnym oraz doradztwa: prawnego, podatkowego, ekonomicznego i finansowo-księgowego, a także szkoleniowego (np. tworzenie i prowadzenie Centrów Edukacji Promocji i Doradztwa[2]),
- ochrona i wspieranie zanikających zawodów rzemieślniczych, w szczególności, o charakterze rękodzielniczym i artystycznym,
- przeciwdziałanie bezrobociu i optymalizacja rynku pracy,
- świadczenie usług informacyjnych, doradczych, szkoleniowych i finansowych na rzecz mikro i małych przedsiębiorstw,
- udzielanie pomocy zrzeszonym w Izbie członkom w zakresie korzystania ze środków unijnych i innych funduszy pomocowych[3].

## Izby rzemieślnicze w Polsce
Izby Rzemieślnicze działają na określonym obszarze jednego województwa bądź jego części i zrzeszają cechy rzemiosł oraz spółdzielnie rzemieślnicze z danego terytorium. Wyjątek to Krajowa Rzemieślnicza Izba Optyczna (działająca od 1996 r.), która jest organizacją ogólnokrajową.
Izby organizują i prowadzą współpracę z partnerskimi organizacjami samorządu rzemiosła za granicą, realizując przedsięwzięcia z zakresu szkolenia i doskonalenia zawodowego, wspólnego organizowania targów i wystaw, konferencji oraz seminariów, wymiany mistrzów i uczniów, wspólnej promocji obu regionów, wymiany informacji i doświadczeń, nawiązywania bezpośrednich kontaktów gospodarczych z polskimi przedsiębiorstwami rzemieślniczymi.
Nadzór nad działalnością komisji egzaminacyjnych izb rzemieślniczych sprawuje Związek Rzemiosła Polskiego.
W strukturach Związku Rzemiosła Polskiego funkcjonuje 25 izb rzemiosła i przedsiębiorczości (w tym 24 terytorialnych i 1 izba branżowa).
32 izby rzemiosła i przedsiębiorczości zrzeszone w Związku Rzemiosła Polskiego oraz będące poza jego strukturami:
- Beskidzka Izba Rzemiosła i Przedsiębiorczości w Bielsku-Białej (zrzeszonych 12 cechów rzemieślniczych oraz 1 spółdzielnia)
- Częstochowska Izba Rzemiosła i Przedsiębiorczości (zrzeszonych 10 cechów rzemieślniczych oraz 1 spółdzielnia)
- Dolnośląska Izba Rzemieślnicza we Wrocławiu (zrzeszone 37 cechów, 1 spółdzielnia rzemieślnicza oraz 3 inne organizacje)
- Izba Rzemieślnicza i Przedsiębiorczości w Białymstoku (zrzeszone 16 cechów oraz 1 spółdzielnia rzemieślnicza)
- Izba Rzemieślnicza i Przedsiębiorczości w Zielonej Górze (zrzeszonych 7 cechów oraz 2 spółdzielnie)
- Izba Rzemieślnicza Małej i Średniej Przedsiębiorczości w Szczecinie (zrzeszonych 14 cechów, 5 spółdzielni oraz 2 inne organizacje)
- Izba Rzemieślnicza Mazowsza, Kurpi i Podlasia w Warszawie (zrzeszone 22 cechy, 2 spółdzielnie oraz 2 inne organizacje)
- Izba Rzemieślnicza oraz Małej i Średniej Przedsiębiorczości w Katowicach (zrzeszonych 27 cechów rzemieślniczych)
- Izba Rzemieślnicza oraz Małej i Średniej Przedsiębiorczości w Tarnowie (zrzeszonych 6 cechów oraz 1 spółdzielnia)
- Izba Rzemieślnicza w Kaliszu (zrzeszonych 9 cechów oraz 1 spółdzielnia)
- Izba Rzemieślnicza w Łodzi (zrzeszone 26 cechów oraz 1 spółdzielnia rzemieślnicza)
- Izba Rzemieślnicza w Rybniku (zrzeszonych 9 cechów, 4 spółdzielnie oraz 1 inna organizacja)
- Izba Rzemieślnicza w Rzeszowie (zrzeszonych 16 cechów oraz 5 spółdzielni rzemieślniczych)
- Izba Rzemieślnicza w Wyszkowie (zrzeszonych 6 cechów)
- Izba Rzemieślnicza w Opolu (zrzeszonych 14 cechów oraz 3 spółdzielnie)
- Izba Rzemieślników i Przedsiębiorców w Kielcach (zrzeszonych 17 cechów)
- Izba Rzemiosła i Małej Przedsiębiorczości w Radomiu (zrzeszonych 10 cechów oraz 1 spółdzielnia)
- Izba Rzemiosła i Przedsiębiorczości Pomorza Środkowego w Słupsku (zrzeszonych 8 cechów rzemieślniczych oraz 3 spółdzielnie rzemieślnicze)
- Izba Rzemiosła i Przedsiębiorczości w Lublinie (zrzeszone 25 cechów, 1 spółdzielnia oraz 2 inne organizacje)
- Izba Rzemiosła i Przedsiębiorczości w Nowym Sączu (zrzeszonych 5 cechów oraz 1 spółdzielnia).
- Kaliska Izba Rzemieślnicza w Kaliszu
- Krajowa Rzemieślnicza Izba Optyczna (zrzeszonych 7 cechów)
- Krotoszyńska Izba Rzemieślnicza (zrzeszonych 5 cechów)
- Kujawsko-Pomorska Izba Rzemiosła i Przedsiębiorczości w Bydgoszczy (zrzesza 27 cechów)
- Lubelska Izba Rzemieślnicza w Lublinie (zrzeszone 8 cechów oraz 1 spółdzielnia)
- Lubuska Izba Rzemieślnicza w Gorzowie Wielkopolskim (zrzeszonych 7 cechów oraz 2 spółdzielnie)
- Małopolska Izba Rzemiosła i Przedsiębiorczości w Krakowie (zrzeszone 24 cechy oraz 3 spółdzielnie)
- Mazowiecka Izba Rzemiosła i Przedsiębiorczości w Warszawie (zrzeszone 33 cechy oraz 16 spółdzielni)
- Pomorska Izba Rzemieślnicza, Małych i Średnich Przedsiębiorstw w Gdańsku (zrzeszone 23 cechy rzemieślnicze oraz 3 spółdzielnie rzemieślnicze)
- Warmińsko-Mazurska Izba Rzemiosła i Przedsiębiorczości w Olsztynie (zrzeszonych 15 cechów oraz 1 spółdzielnia rzemieślnicza)
- Wielkopolska Izba Rzemieślnicza w Poznaniu (zrzeszone 43 cechy rzemieślnicze oraz 7 spółdzielni)
- Zachodniopomorska Izba Rzemiosła i Przedsiębiorczości w Szczecinie (zrzeszonych 5 cechów)[5]